# Massacre de Sidi Hamed
Le massacre de Sidi Hamed est un massacre s'étant déroulé dans la nuit du 10 au 11 janvier 1998 -treizième jour du mois de Ramadan - à Sidi Hamed, petite bourgade située à 4 km de Meftah,, 30 kilomètres au sud d'Alger.
Le massacre commence par l'explosion d'une bombe artisanale à l'intérieur d'un café du quartier. Ensuite, des dizaines d'hommes ont tué à l'arme blanche puis à l'aide de fusils d'assaut.
Cette tuerie, qui aura duré 2 heures et demi, aura engendré 103 morts et soixante-dix blessés, dont deux combattants progouvernementaux et cinq des assaillants. D'après d'autres sources (dont certains journaux algériens), il y aurait eu en réalité quatre fois plus de victimes. Trente filles auraient par ailleurs été kidnappées.
Le massacre est généralement imputé au Groupe islamique armé d'Algérie (GIA), bien qu'un journal ait affirmé que les survivants l'imputent au Front islamique du salut (AIS).